# Tapacul alablanc
El tapacul alablanc (Scytalopus krabbei) és una espècie d'ocell de la família dels rinocríptids (Rhinocryptidae).

## Hàbitat i distribució
Habita boscos arbustius i selves d'alta muntanya als Andes del centre i nord del Perú.

## Taxonomia
És una espècie descrita fa poc temps, arran treballs molt recents. Ha estat considerat una subespècie del tapacul de la boirina (S. altirostris).